# Хайдеманн, Жуан Карлос
Жуан Карлос Хайдеманн (порт. João Carlos Heidemann; родился 6 апреля 1988, Рио-де-Жанейро, Бразилия) — бразильский футболист, вратарь бразильского клуба «Понте-Прета».

## Биография
Ренан родился в Паранаваи, и начал играть в футбол в молодёжном составе клуба «Атлетико Паранаэнсе». Он присоединился к молодежной команде «Атлетико» в 2003 году. Спустя пять лет, в 2008 году стал привлекаться к играм за основной состав, но за семь лет сыграл лишь девять матчей. Спустя 12 лет, побывав в аренде в семи клубах, Жуан покинул «атлетов». Его новым клубом стал «Понте-Прета».